# Идоморка
Идоморка — река в России, протекает в Тужинском районе Кировской области. Устье реки находится в 145 км по правому берегу реки Пижма. Длина реки составляет 25 км, площадь водосборного бассейна 162 км².
Исток реки находится в заболоченном лесном массиве в 22 км к северо-западу от районного центра, посёлка Тужа, близ границы с Нижегородской областью. Река течёт на восток, протекает деревни Идомор, Коврижата и Васино. Крупнейшие притоки — Шарба и Шадра (оба правые). Впадает в Пижму на её заболоченной пойме в 14 км к северо-западу от посёлка Тужа. Ширина реки незадолго до устья у деревни Васино составляет 8 метров.

## Данные водного реестра
По данным государственного водного реестра России относится к Камскому бассейновому округу, водохозяйственный участок реки — Вятка от города Котельнич до водомерного поста посёлка городского типа Аркуль, речной подбассейн реки — Вятка. Речной бассейн реки — Кама.
Код объекта в государственном водном реестре — 10010300412111100036870.